# Konventionsgulden

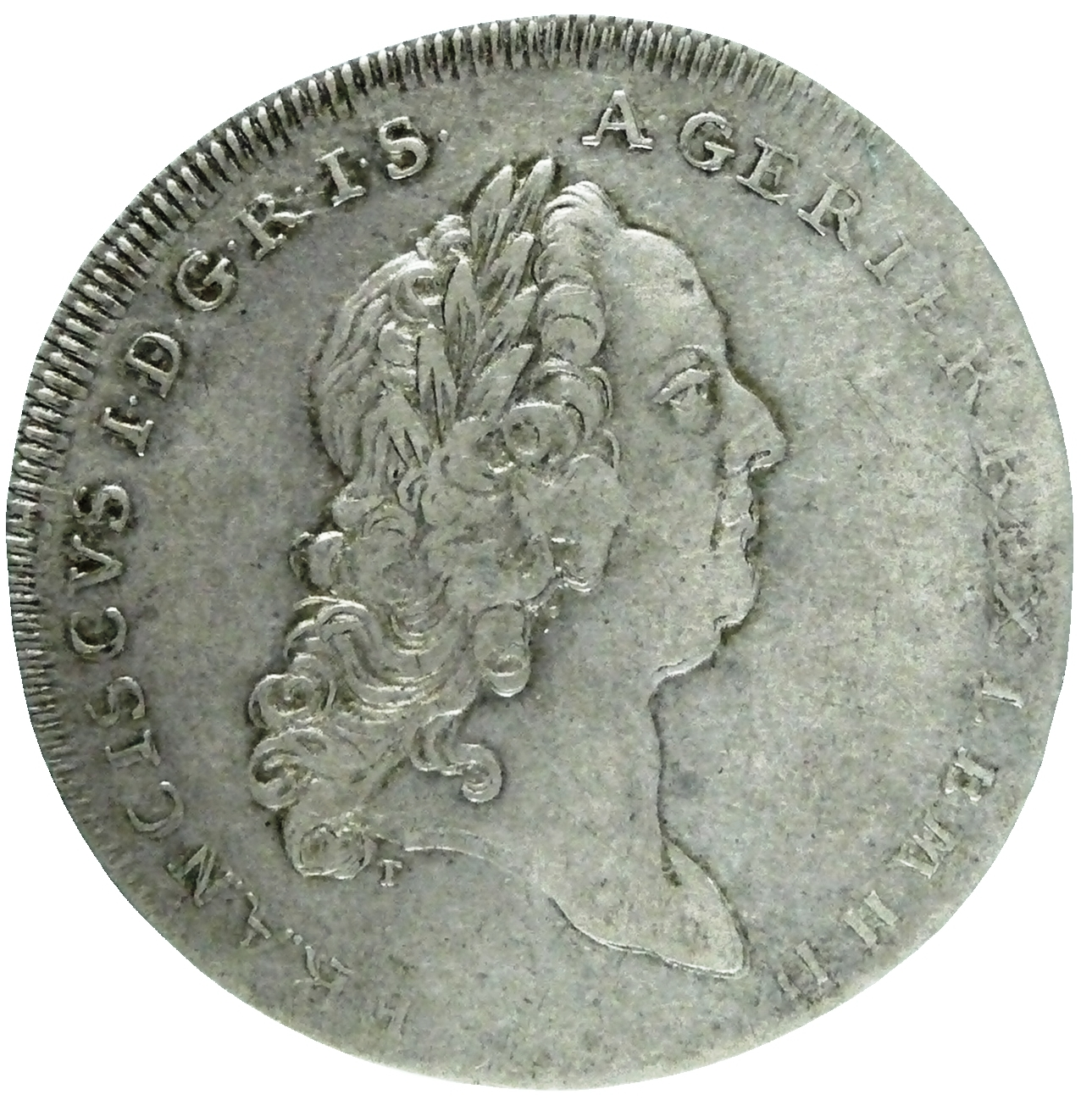
Augsburg: Halber Konventionstaler 1763 (=1 Gulden)

Der Konventionsgulden oder auch Conventionsgulden  war eine Guldenmünze des Heiligen Römischen Reiches nach dem 20-Gulden-Fuß der Münzkonvention von 1753. Er wurde zu 20 Stück aus der 833⅓⁄1000 feinen Mark (= Kölner Mark zu ≈233 g Silber) ausgebracht und meist als Halber Konventionstaler geprägt.

## Geschichte
Österreich verließ 1747 den Leipziger Münzfuß (zu 12 Talern oder 18 Gulden aus der feinen Mark) und ging am 7. November 1750 in seinen Ländern zu einem 20-Gulden-Fuß über. Das neue Zweiguldenstück wurde als Taler bezeichnet. Um das Währungsgebiet zu vergrößern und zu sichern, schloss Österreich mit Bayern am 20. September 1753 eine Konvention ab, die auch in Bayern den 20-Gulden-Fuß einführte; dieser hieß seitdem Konventionsfuß. Sachsen und viele andere deutsche Reichskreise und Stände führten in der Folge ebenfalls den Konventionsfuß ein.
In Österreich und Bayern wurden als Gulden halbe Konventionstaler mit der Aufzahl XX EINE FEINE MARK geprägt. Jedoch fand man in Bayern schnell heraus, dass die umlaufenden Kreuzer um einiges schlechter waren als der Konventionsfuß es verlangte: Das gute Konventionsgeld wurde mit zu hoch bewerteten, minderwertigen Kreuzern aufgekauft und verschwand so schnell wie es geprägt wurde. Um das zu verhindern, einigte Bayern sich 1754 mit Österreich dahingehend, dass es zwar weiterhin die Konventionsmünzen prägte, diese aber um 20 % höher bewertete‚ sprich verteuerte. In Bayern wurde ein Konventionstaler statt mit 120 Kr. mit 144 Kr, ein Konventionsgulden mit 72 Kr. statt mit 60 Kr. bewertet usw. Diese Variante des Konventionsfußes wurde in der Folge von den meisten süd- und westdeutschen Staaten übernommen.
Da ein Gulden nach damaliger Vorstellung jedoch 60 Kreuzern entsprach, ergab sich jetzt für diesen Teil des Heiligen Römischen Reiches ein neuer Verrechnungssatz zum Rechnungsgulden, dem sogenannten Rheinische Gulden. Das bedeutete, dass der Konventionsgulden, also der halbe Speziestaler, und der Rechnungsgulden wieder auseinanderfielen: 1 Konventionsgulden (Fl. C.M.) = 1 1/5 Rechnungsgulden (Fl. rhein.). Für letzteren ergibt sich ein Münzfuß von 24 Gulden auf die feine Kölner Mark. Unter dem Einfluss der brabantischen Kronentaler verschlechterte sich allerdings der Wert des Rheinischen Guldens. Ab 1821 wurden im Rahmen von Währungsreformen in Bayern und Österreich Gulden geprägt, die erstmals auch tatsächlich als solche bezeichnet wurden und nicht mehr als halbe Konventionstaler.
Die letzte süddeutsche Konventionsmünze wurde 1838 geprägt. In Österreich erlosch der Konventionsfuß im Jahre 1857 (Wiener Münzvertrag, Einführung des Vereinstalers zu 1½ Gulden).